# Mirtha Soriano
Mirtha Sebastiana Uribe Soriano (ur. 12 marca 1985 w Peru) – peruwiańska siatkarka, reprezentantka kraju grająca jako środkowa. 
Obecnie występuje w drużynie Club de Deportivo Alianza.
Siatkarka występuje pod nazwiskiem Soriano. Jej siostra Brenda Daniela Uribe jest siatkarką i również reprezentantką Peru.